# Лагатори
Лагатори је насеље у општини Петњица у Црној Гори. Према попису из 2003. било је 420 становника (према попису из 1991. било је 857 становника).

## Демографија
У насељу Лагатори живи 282 пунолетна становника, а просечна старост становништва износи 32,5 година (31,4 код мушкараца и 33,6 код жена). У насељу има 111 домаћинстава, а просечан број чланова по домаћинству је 3,78.
Ово насеље је углавном насељено Бошњацима (према попису из 2003. године), а у последња три пописа, примећен је пад у броју становника.
|  |

| Демографија | Демографија | Демографија |
| Година      | Становника  | Становника  |
| ----------- | ----------- | ----------- |
|             |             |             |
|             |             |             |
|             |             |             |
|             |             |             |
| 1948.       | 562         |             |
| 1953.       | 585         |             |
| 1961.       | 708         |             |
| 1971.       | 760         |             |
| 1981.       | 901         |             |
| 1991.       | 857         | 717         |
| 2003.       | 969         | 420         |
|             |             |             |

| Етнички састав према попису из 2003.‍ | Етнички састав према попису из 2003.‍ | Етнички састав према попису из 2003.‍ | Етнички састав према попису из 2003.‍ | Етнички састав према попису из 2003.‍ |
| ------------------------------------ | ------------------------------------ | ------------------------------------ | ------------------------------------ | ------------------------------------ |
|                                      |                                      |                                      |                                      |                                      |
| Бошњаци                              | Бошњаци                              |                                      | 345                                  | 82,14%                               |
| Муслимани                            | Муслимани                            |                                      | 74                                   | 17,61%                               |
| непознато                            | непознато                            |                                      | 1                                    | 0,23%                                |

| Година пописа     | 1948. | 1953. | 1961. | 1971. | 1981. | 1991. | 2003. |
| ----------------- | ----- | ----- | ----- | ----- | ----- | ----- | ----- |
| Број домаћинстава | 77    | 88    | 98    | 109   | 131   | 148   | 237   |

| Број чланова      | 1   | 2  | 3  | 4  | 5  | 6  | 7  | 8 | 9 | 10 и више | Просек |
| ----------------- | --- | -- | -- | -- | -- | -- | -- | - | - | --------- | ------ |
| Број домаћинстава | 111 | 18 | 20 | 16 | 15 | 17 | 14 | 6 | 2 | 3         | 0      |

| Пол    | Укупно | Неожењен/Неудата | Ожењен/Удата | Удовац/Удовица | Разведен/Разведена | Непознато |
| ------ | ------ | ---------------- | ------------ | -------------- | ------------------ | --------- |
| Мушки  | 147    | 47               | 94           | 5              | 1                  | 0         |
| Женски | 158    | 42               | 93           | 20             | 2                  | 1         |
| УКУПНО | 305    | 89               | 187          | 25             | 3                  | 1         |

| Пол    | Укупно                    | Пољопривреда, лов и шумарство | Рибарство                            | Вађење руде и камена | Прерађивачка индустрија       |
| ------ | ------------------------- | ----------------------------- | ------------------------------------ | -------------------- | ----------------------------- |
| Мушки  | 29                        | 7                             | 0                                    | 0                    | 1                             |
| Женски | 10                        | 8                             | 0                                    | 0                    | 0                             |
| УКУПНО | 39                        | 15                            | 0                                    | 0                    | 1                             |
| Пол    | Производња и снабдевање   | Грађевинарство                | Трговина                             | Хотели и ресторани   | Саобраћај, складиштење и везе |
| Мушки  | 0                         | 1                             | 5                                    | 3                    | 1                             |
| Женски | 0                         | 0                             | 1                                    | 0                    | 0                             |
| УКУПНО | 0                         | 1                             | 6                                    | 3                    | 1                             |
| Пол    | Финансијско посредовање   | Некретнине                    | Државна управа и одбрана             | Образовање           | Здравствени и социјални рад   |
| Мушки  | 0                         | 1                             | 0                                    | 6                    | 1                             |
| Женски | 0                         | 0                             | 0                                    | 1                    | 0                             |
| УКУПНО | 0                         | 1                             | 0                                    | 7                    | 1                             |
| Пол    | Остале услужне активности | Приватна домаћинства          | Екстериторијалне организације и тела | Непознато            | Непознато                     |
| Мушки  | 1                         | 0                             | 0                                    | 2                    | 2                             |
| Женски | 0                         | 0                             | 0                                    | 0                    | 0                             |
| УКУПНО | 1                         | 0                             | 0                                    | 2                    | 2                             |